# Varicorhinus
Varicorhinus es un género de peces de la familia Cyprinidae y del orden Cypriniformes. Se encuentra en África.

## Especies
- Varicorhinus altipinnis Banister & Poll, 1973
- Varicorhinus ansorgii Boulenger, 1906
- Varicorhinus axelrodi Getahun, Stiassny & Teugels, 2004
- Varicorhinus beso Rüppell, 1835
- Varicorhinus brauni Pellegrin, 1935
- Varicorhinus capoetoides Pellegrin, 1938
- Varicorhinus clarkeae Banister, 1984
- Varicorhinus dimidiatus Tweddle & P. H. Skelton, 1998
- Varicorhinus ensifer Boulenger, 1910
- Varicorhinus fimbriatus Holly, 1926
- Varicorhinus iphthimostoma Banister & Poll, 1973
- Varicorhinus jaegeri Holly, 1930
- Varicorhinus jubae Banister, 1984
- Varicorhinus latirostris Boulenger, 1910
- Varicorhinus leleupanus Matthes, 1959
- Varicorhinus longidorsalis Pellegrin, 1935
- Varicorhinus lufupensis Banister & R. G. Bailey, 1979
- Varicorhinus macrolepidotus Pellegrin, 1928
- Varicorhinus mariae Holly, 1926
- Varicorhinus maroccanus (Günther, 1902)
- Varicorhinus nelspruitensis Gilchrist & W. W. Thompson, 1911 (Incomati chiselmouth)
- Varicorhinus pellegrini Bertin & Estève, 1948
- Varicorhinus platystomus Pappenheim, 1914 (Rwandese carp)
- Varicorhinus pungweensis Jubb, 1959 (Pungwe chiselmouth)
- Varicorhinus robertsi Banister, 1984
- Varicorhinus ruandae Pappenheim, 1914
- Varicorhinus ruwenzorii (Pellegrin, 1909)
- Varicorhinus sandersi Boulenger, 1912
- Varicorhinus semireticulatus Pellegrin, 1924
- Varicorhinus steindachneri Boulenger, 1910
- Varicorhinus stenostoma Boulenger, 1910
- Varicorhinus tornieri Steindachner, 1906
- Varicorhinus upembensis Banister & R. G. Bailey, 1979
- Varicorhinus varicostoma Boulenger, 1910
- Varicorhinus werneri Holly, 1929
- Varicorhinus wittei Banister & Poll, 1973
- Varicorhinus xyrocheilus Tweddle & P. H. Skelton, 1998

- Datos: Q74422
- Multimedia: Varicorhinus / Q74422
- Especies: Varicorhinus